# Gedempte Kattendiep
Het Gedempte Kattendiep is een straat in de stad Groningen.
De straat, door Stadjers gewoonlijk kortweg Kattendiep genoemd, was ooit een kanaal tussen het Schuitendiep en het Zuiderdiep en is in 1260 gegraven. In 1880 is het diep gedempt.
De naam verwijst naar de 'katten': aarden ophogingen achter een borstwering voor het opstellen van geschut. 
Aan de straat lag het in 2017 afgebrande Holland Casino, verder vindt men er enkele restaurants en cafés. Het behoort daarmee tot de uitgaanscentra van de stad. De hoge muur van de achterzijde van het Pepergasthuis, laatste onderdeel van de stadsmuur, is prominent aanwezig, met daarin een poortje, dat meestal op slot is.
Voor de muur van het hofje staat het kunstwerk De Grote Verscheuring van Pierluca degli Innocenti (1926-1968). Het beeld, een geschenk van de studentenvereniging Vindicat atque Polit, stond van 1965 tot 1994 op de Grote Markt. Het staat symbool voor de spanning tussen schepping en ondergang, zoals in de tijd waarin het werk tot stand kwam de Vietnamoorlog en de oorlog in Algerije.

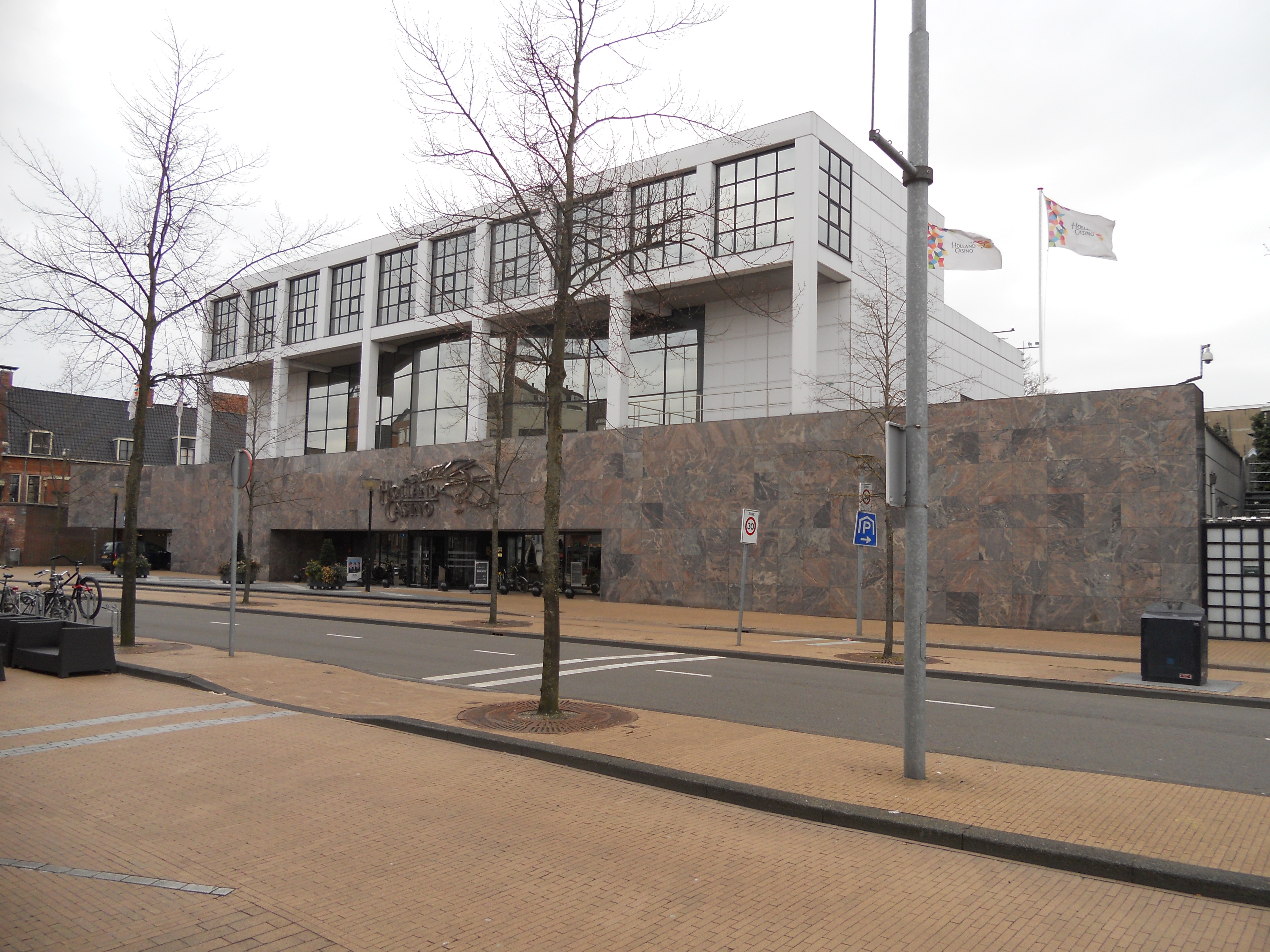
Holland Casino aan het Gedempte Kattendiep (op 27 augustus 2017 verwoest door brand)
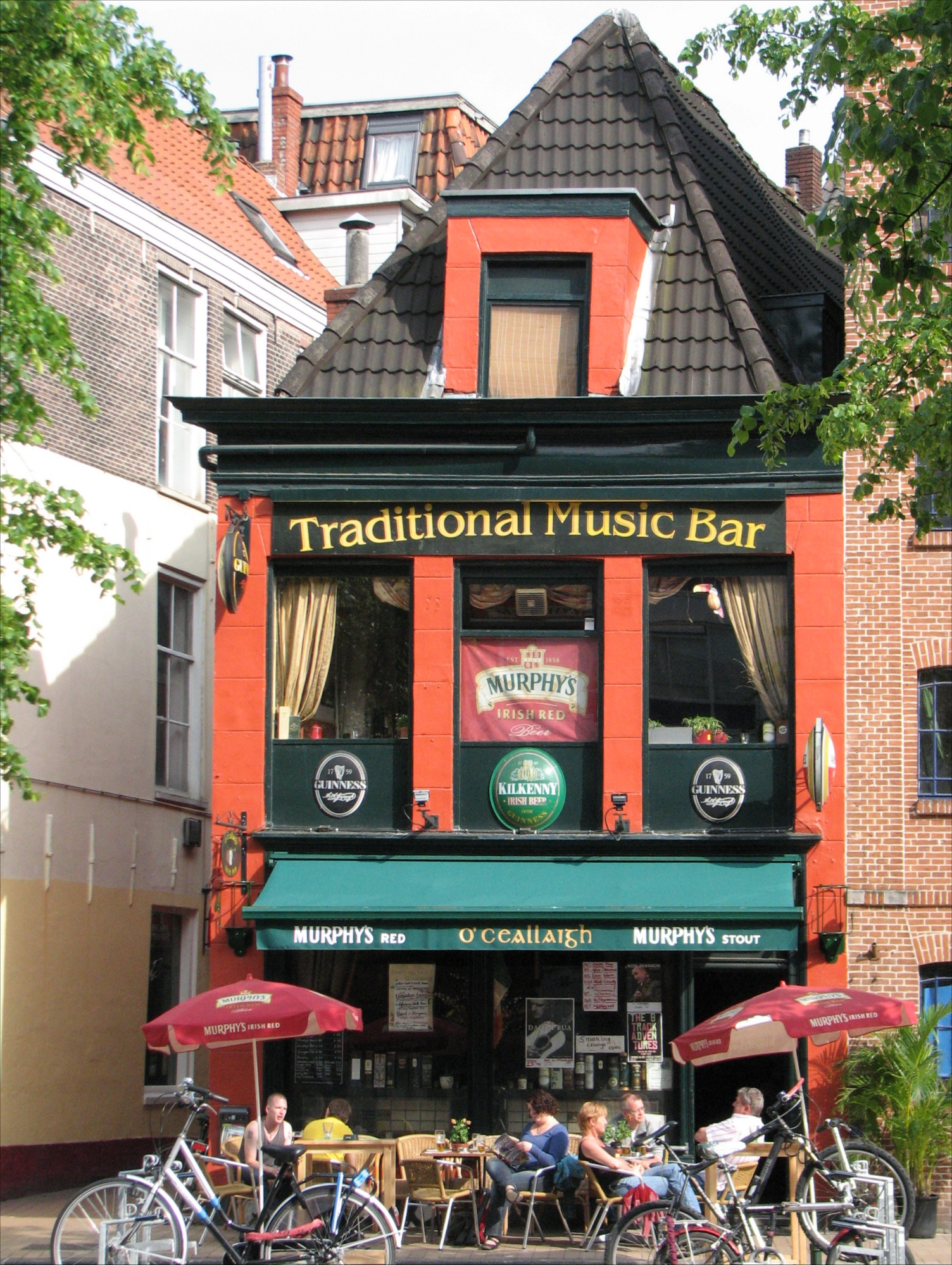
Irish Pub aan het Gedempte Kattendiep
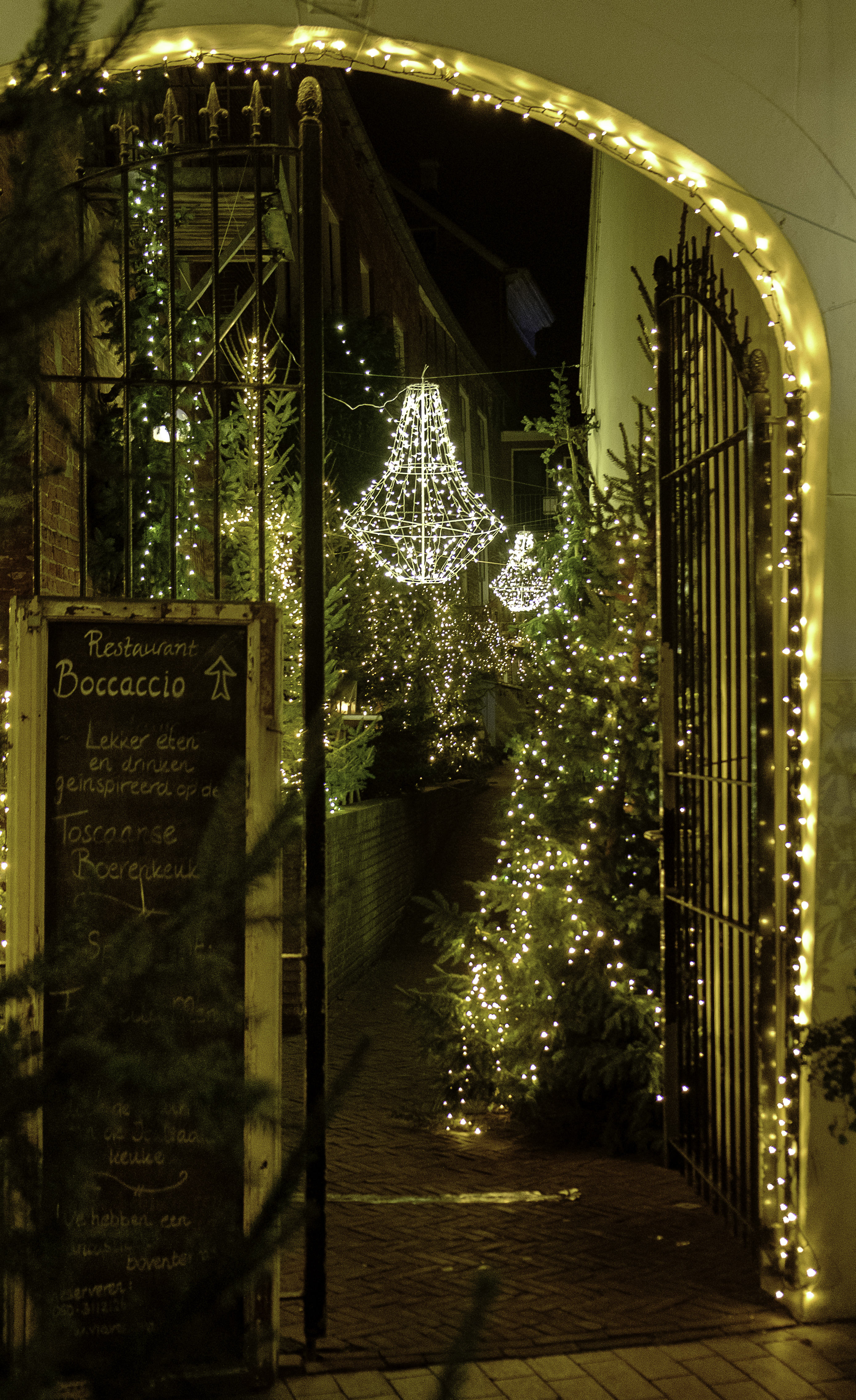
Het eetstraatje Via Veccia naar de Steentilstraat met kerstverlichting bij avond
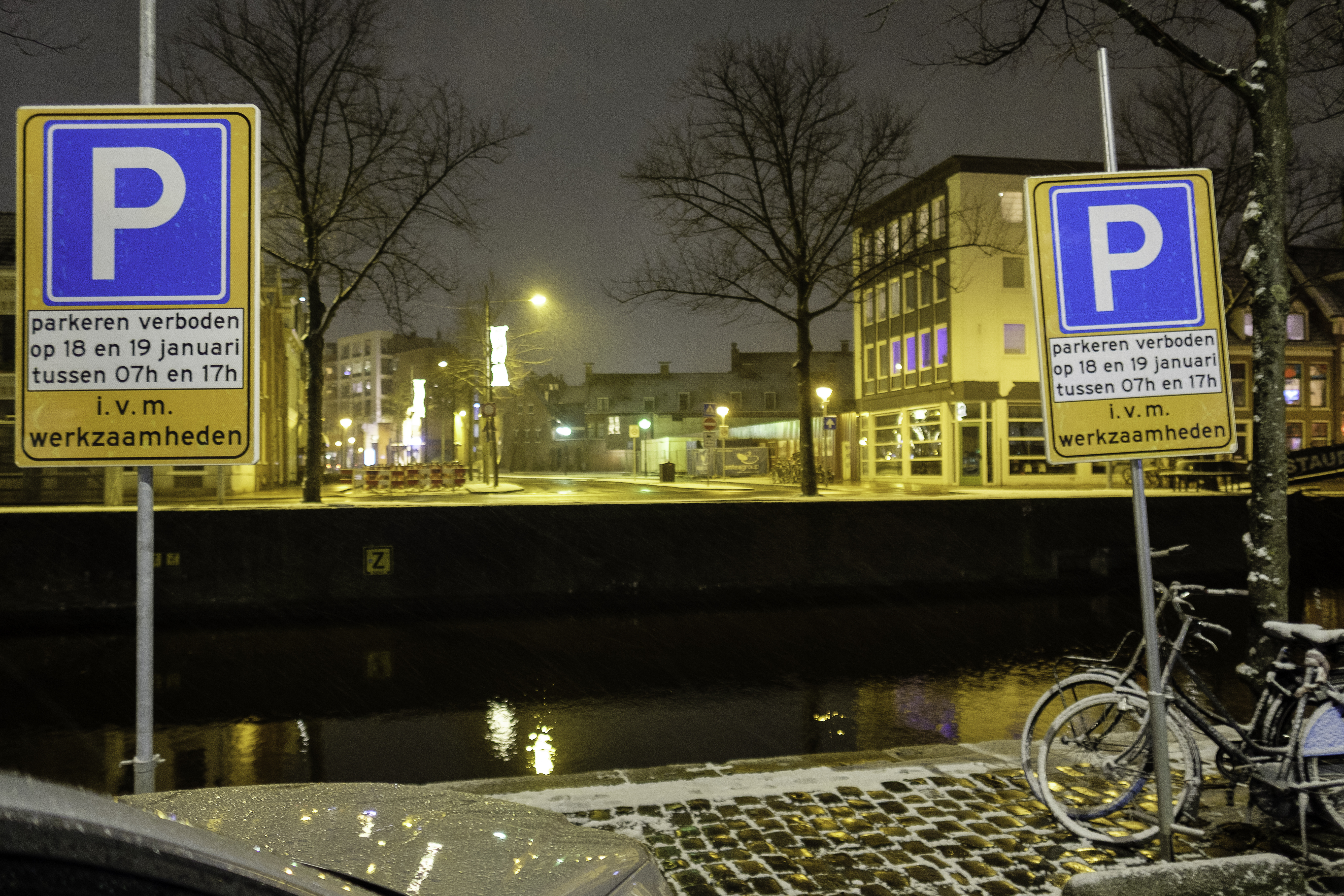
Het Kattendiep gezien over het Schuitendiep. Op deze plek wordt in 2021 de Kattenbrug aangelegd als nieuwe verbinding naar het oosten.